# Philippos (Sohn des Antipatros)
Philippos (altgriechisch Φίλιππος Phílippos) war ein makedonischer Feldherr in den Diadochenkriegen im späten 4. Jahrhundert v. Chr. Als Sohn des Antipatros und (höchstwahrscheinlich jüngerer) Bruder des Kassander gehörte er der Dynastie der Antipatriden an.
Nach einer angeblich von Olympias erst um 317 v. Chr. verbreiteten Behauptung soll Antipatros seinem Sohn Kassander, als dieser zu Alexander dem Großen nach Babylon reiste, Gift mitgegeben haben, um den König damit zu beseitigen. Bei der Ausführung dieses Mordplans im Juni 323 v. Chr. sei Kassander von seinem jüngeren Bruder Iolaos, dem Mundschenken Alexanders, unterstützt worden. Laut dem antiken Geschichtsschreiber Iustinus sei auch Philippos ein Mundschenk Alexanders gewesen und habe ebenfalls bei der Vergiftung des Königs mitgewirkt. Demnach wäre Alexander nicht, wie es der amtliche Bericht verlautete, an einer Fieberkrankheit gestorben, sondern einem von Antipatros in Auftrag gegebenen Attentat zum Opfer gefallen.
Philippos war dann ein Feldherr seines Bruders Kassander in den Diadochenkriegen. Es wird von ihm aber nur eine militärische Aktion überliefert. Demgemäß wurde er im Spätjahr 313 v. Chr. von seinem in Makedonien herrschenden Bruder mit einem Heer zu einem Feldzug gegen die mit ihnen verfeindeten Aitoler ausgesandt. Er zog durch Akarnanien, fiel in Aitolien ein und begann mit ersten Plünderungen, als er von der Rückkehr des vertriebenen Epirotenkönigs Aiakides in dessen Königreich erfuhr. Aiakides war ebenfalls ein Feind der Antipatriden. Deshalb wandte sich Philippos gegen Aiakides, eher sich dieser mit den Aitolern vereinigen konnte. Im Kampf gelang es Philippos, einen Sieg über seinen Gegner zu erringen und viele Gefangene zu machen, darunter auch 50 Führer der epirotischen antimakedonischen Partei, die er an Kassander auslieferte. Aiakides konnte sich retten und die Reste seiner Streitkräfte mit jenen der Aitoler vereinigen. Bei Oiniadai kam es zu einer weiteren Schlacht, die Philippos wiederum gewann, wohingegen Aiakides fiel. Die Aitoler gaben nun ihre wenig geschützten Städte preis und flohen mit Frauen und Kindern in ihre Bergfesten.
Von Philippos ist danach nichts mehr überliefert. Er war der Vater des Antipatros II. Etesias, der 279 v. Chr. kurzzeitig als König in Makedonien regierte.